# Edward Dyer
Pour les articles homonymes, voir Dyer.
Edward Dyer, né en octobre 1543 à Sharpham Park et mort en mai 1607 à Londres, est un poète anglais.

## Biographie
Edward Dyer naît en octobre 1543 à Sharpham Park.
Après avoir fait ses études à l'université d'Oxford, il voyage sur le continent et débute en 1566 à la cour d'Elizabeth, où il ne tarde pas à briller au premier rang. Il s'y maintient longtemps en faveur, est chargé de missions diplomatiques aux Pays-Bas (1584), au Danemark (1589), est comblé de biens et nommé en 1596 chancelier de l'ordre de la Jarretière. Il jouit comme poète d'une renommée considérable à la fin du XVIe siècle; malheureusement une bonne partie de ses poésies est perdue. Le Dr Grosart (en) (Writings of sir Edward Dyer, 1872) réussit à réunir un certain nombre de pièces disséminées de côté et d'autre.
Edward Dyer meurt en mai 1607 à Londres.